# Coneto de Comonfort
Coneto de Comonfort è una municipalità dello stato di Durango, nel Messico centrale, capoluogo della omonima municipalità.
La popolazione della municipalità è di 4 309 abitanti (2010) e ha una estensione di 1324,9 km².